# Plutarchus
Ploutarchos, Oudgrieks: Πλούταρχος, of Plutarchus, Romeinse naam: L. Mestrius Plutarchus, was een belangrijke historicus en filosoof uit de tijd van het oude Griekenland. Hij leefde van omstreeks 46 tot minstens 120 n.Chr., zijn precieze datum van overlijden is niet bekend.
Plutarchus werd geboren in een vooraanstaande familie uit Chaironeia in Boeotië. Hij ging naar Athene, waar hij een brede filosofische opleiding genoot. Hij sloot zich bij de Akademeia van Plato aan, maar als filosoof behoorde hij eerder tot de eclectici. In zijn latere traktaten zou hij zich vooral tegen de epicuristen, maar ook tegen de stoïcijnen afzetten.
Hij kreeg later verschillende hoge onderscheidingen: onder meer het ereburgerschap van Athene, en het priesterschap van Apollon te Delphi. Hij was een gefortuneerd man, maakte grote reizen en heeft onder meer Alexandrië en Azië bezocht. Als afgevaardigde van Athene bezocht hij verschillende malen Rome, waar hij in contact kwam met de hoogste kringen. Hij dankte zijn Romeinse naam aan zijn vriend Lucius Mestrius Florus, die bevriend was met keizer Vespasianus. Ook Quintus Sosius Senecio, aan wie hij zijn "Parallelle levens" zou opdragen, was een vriend van hem. Deze was driemaal consul en een veldheer van Trajanus in de Dacische Oorlogen. Zo verwierf hij de gunst van Trajanus en Hadrianus, die hem belangrijke functies toevertrouwden. Plutarchus was enige tijd procurator van de provincie Achaea.

## Werken
Hij is de auteur van een omvangrijk literair oeuvre, waarvan het grootste deel bewaard bleef. Hierin leren wij Plutarchus kennen als een belezen man met een brede belangstelling. Als historicus was hij niet zo kritisch ingesteld, maar hij was zich bewust van zijn beperkingen. Reeds in de Romeinse keizertijd was Plutarchus een graag gelezen auteur. Hier volgt een overzicht van zijn werk.

Moralia, 1531

- Ethika - Oudgrieks Ἠθικὰ, Latijn Moralia, is een verzameling diverse populair-filosofische essays over onder andere godsdienst, pedagogiek, literatuur en ethiek.
- Parallelle Levens - Grieks Βίοι Παράλληλοι, Latijn Vitae Parallelae, is een serie biografieën van beroemdheden uit de Griekse en Romeinse geschiedenis, die telkens in paren van personen worden behandeld, van wie het leven op elkaar lijkt: bijvoorbeeld Cicero en Demosthenes, Caesar en Alexander de Grote. Plutarchus heeft een bijzondere voorliefde voor anekdoten en pittige details uit het privé-leven van zijn personages, die de lezer waarschijnlijk vaak met een korreltje zout moet nemen. Hij blijft in het parallellisme wel eerlijk en verwringt nergens de feiten om de levens toch te doen overeenstemmen.

## Vertalingen
Er zijn de volgende Nederlandse websites met vertalingen door Jacobus Johannes Hartman van teksten van Plutarchus, die in 1912 in Leiden zijn uitgegeven:

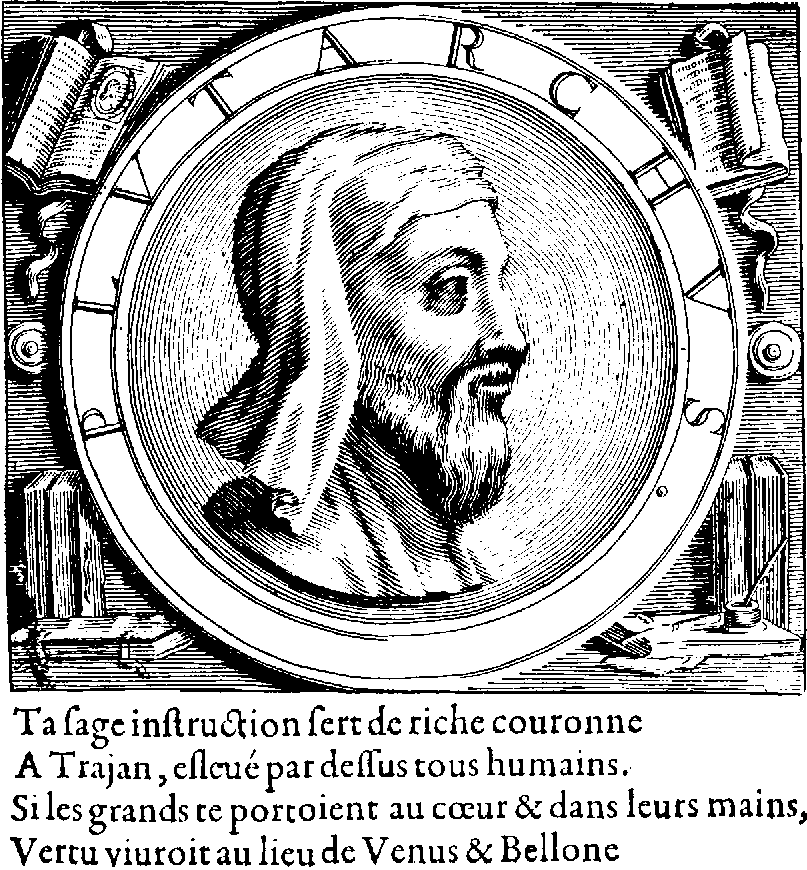
Fantasieportret van Plutarchus uit de vertaling van diens Parallelle Levens uit 1565.

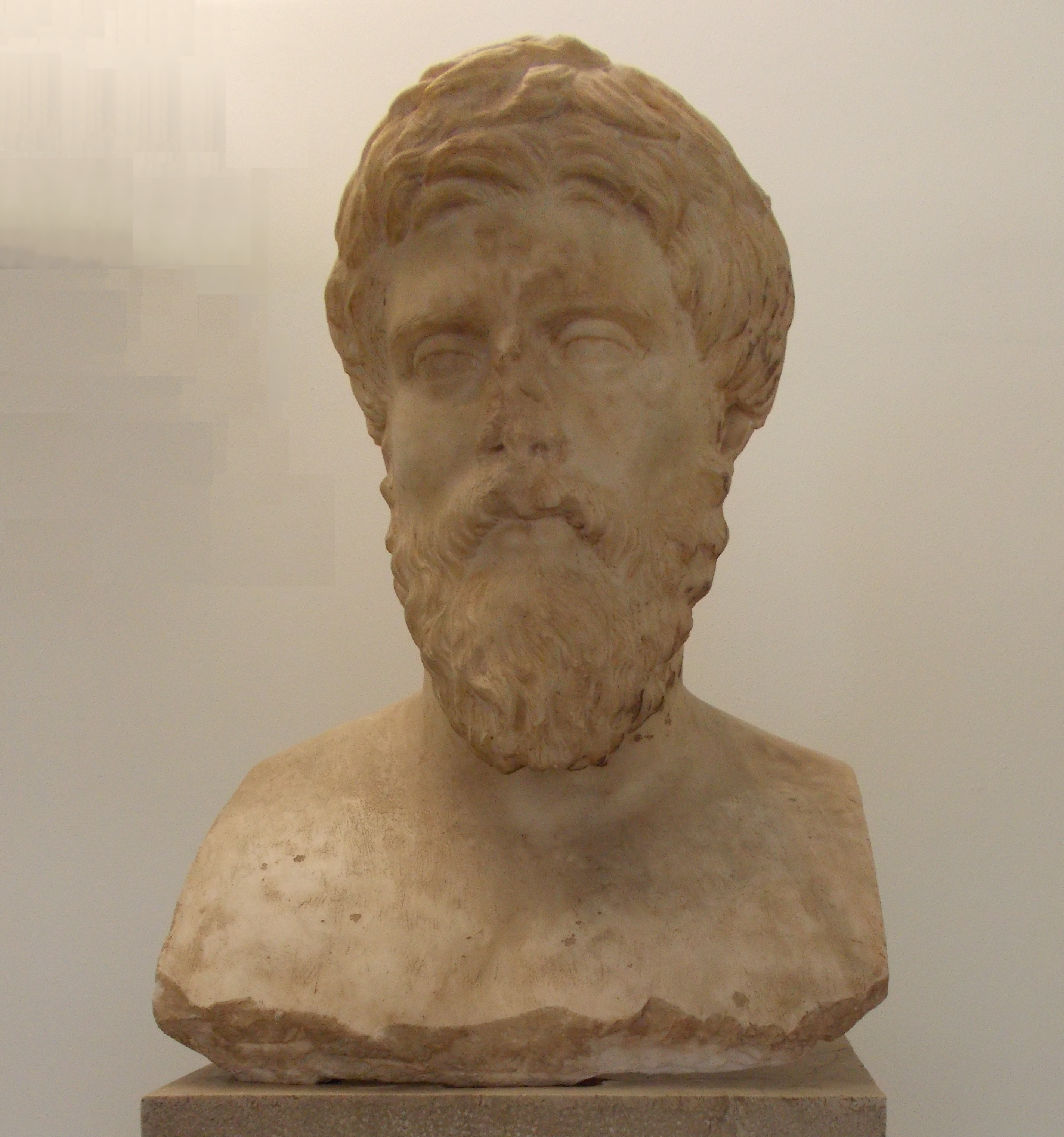
Buste van vermoedelijk Plutarchus. Hij wordt tentoongesteld in kamer XIV van het Archeologisch Museum van Delphi met een gegraveerde inscriptie die luidt: ΔΕΛΦΟΙ ΧΑΙΡΩΝΕΥΣΙ ΝΟΜΟΥ ΠΛΟΥΤΑΡΧΟΝ ΕΘΗΚΑΝ ΤΟΙΣ ΑΜΦΙΚΤΙΟΝΩΝ ΔΕΛΦΟΙΣ ΠΕΙΘΟΜΕΝΟΙ (Deze votief met de buste van Plutarchus is opgericht door de mensen van Delphi en de inwoners van Chearonea ter ere van de grote auteur en priester van Apollo).

- De juiste gemoedsstemming.  vertaling van De tranquillitate animi
- De latenter vivendo.  een verhandeling tegen het epicurisme
- De amore.  De liefde, fragment ontleend aan Stobaeus
- De anima.  fragment ontleend aan Stobaeus
- Een verhandeling over 'Hoe te luisteren'. vertaling van De recta ratione audiendi

en nog:
- Het leven van Sertorius, 1969. . Vertaling door FLG Stenten; Vier biografieën (Artaxerxes II, Aratos, Galba, en Otho), vert. uit het Grieks en toegel. door W.P. Theunissen. (1969); Demetrius, Antonius. Vert. uit het Grieks: G.J. de Vries. (1972) Uit: vitae parallelae
- Ploutarchos' Leven van Aratos. Met historisch-topographisch commentaar door W. P. Theunissen. Nijmegen, Berkhout (1935)
- Plutarchus' boekje over de juiste gemoedsstemming. vert. en ingel. door J.J. Hartmann. Leiden, Van Doesburgh (1922)
- Leven van Philopoimen. Vertaald door Louise H. Benschop-Greve (1918)
- (en)  Plutarch on LacusCurtius. Engelse vertaling van ongeveer 40% van de Moralia, deels daarvan met de Griekse tekst
- Levens. (Alexander en Caesar). Uit het Grieksch door B.H. Steringa Kuyper. Amsterdam, Van Looy, Gerlings (1896-1898)
- Over het verwijl der goddelijke straffe. Uit het Grieksch vert. met aant. door C. Groen. Dordrecht, J. de Vos en comp. (1823)
- (en)  Pompey. uit Parallelle Levens, Engelse vertaling door John Dryden (1631-1700)
- Eenige morale of zedige werken. Nieuwelycks vertaelt door R.T. (= Reinier Telle). t' Amsterdam : voor Pieter Robijn (1643)
- Plutarchus, Van de rust des ghemoedts ende vant nut datmen uyt sijne vyanden mach hebben. In Nederl. cortelick overgheset, door C. A. B. (= Cornelis Adriaensz. Boomgaert). Volghen noch Catoos koppel-dichten liedts ghewijse. Tot Delf, by Bruyn Harmansz Schinckel (1613)
- T'Leven der doorluchtige Griecken ende Romeynen, tegen elck-anderen vergeleken door Plutarchus van Cheronea; Uut de Griecksche sprake overgeset door M. Iaques Amyot, mitsgaders het leven van Hannibal, Scipio den Africaen, uyt het Latijn verfranscht by Carolus Clusius. Voorder Het leven van Epaminondas, Philippus van Macedonien, Dionysius den ouden, (tyran van Sicilien), Augustus Cesar, ..., beschreven door Aemilius Probus. Met een cort begrijp op elcx leven: ..., tesamen van nieus tot gemeen nut verduyscht, door A.V.Z.V.N. (= Adam van Zuylen van Nyevelt). Tot Leyden, by Ian Paedts Iacobsz. ende Ian Bouwensz, (1603)
- Tleven ende vrome daden van de doorluchtige Griecsche ende Romeynsche mannen met haer figuren deur Plvtarchvs int lange beschreven; ende nu int corte begrepen ende in Latijn gestelt door Darivs Tibertvs ... Hier by is gevoecht tleven vande excellente veltheeren, door Æmilivs Probvs beschreven ... ; in onse Neerduytsche sprake overgeset, door M. Everart. Tot Leyden, by Jan Claesz. van Dorp (1601)

- Bibsys: 90163732
- Biblioteca Nacional de España: XX1076928
- Bibliothèque nationale de France: cb119200813 (data)
- Catàleg d'autoritats de noms i títols de Catalunya: 981058521911406706
- CiNii: DA00150138
- Gemeinsame Normdatei: 118595237
- International Standard Name Identifier: 0000 0003 6386 663X
- Library of Congress Control Number: n79026763
- Nationale Bibliotheek van Letland: 000003425
- MusicBrainz: 3b6261c3-d7c9-44e5-84c1-f074fd083fc3
- Bibliotheek van het Japanse parlement: 00452984
- Nationale Bibliotheek van Tsjechië: jn19981002002
- Nationale bibliotheek van Australië: 35950909
- Nationale Bibliotheek van Israël: 987007266649005171
- Nationale Bibliotheek van Polen: a0000001180930
- Nationale en Universitaire bibliotheek Zagreb: 000005590
- Nederlandse Thesaurus van Auteursnamen: 068324294
- Istituto Centrale per il Catalogo Unico: CFIV005487
- LIBRIS: 196566
- SNAC: w6tx3p00
- Système universitaire de documentation: 027076784
- Trove: 1159714
- Union List of Artist Names: 500330563
- Virtual International Authority File: 268955446